# Fock (adelsätt)
För andra betydelser, se Fock (olika betydelser).
Fock är en svensk adelsätt, ursprungligen från Lübeck stammande ätt, varav medlemmar överflyttade till Estland och där blev upphov till en vittutgrenad ätt, av vilken en gren kom till Sverige på 1600-talet. Tidigare uppgifter att släkten skulle härstamma från huset Brück i Westfalen, har inte kunnat beläggas.

Vapen: 
| ”                                     | Skiölden fördelt, den öfra delen hwit, der uti ett granträ; den andra dehlen grön, der uti twenne Stycke Kulor; ofwan uppå Skiölden en öpen Tornerhielm, Täcket och Crantzen med hwit, grönt och Blått, fördelte, ofwan uppå hiälmen ett granträ, aldeles som thet med sine rätte färgor här hoos afmåhlat finnes; | „ |
| – Sköldebrevsavskrifter, 09:024, RHA. | |   |

## Ätten Fock i Estland
Hans Fock var sonson till lantdrotset Jurgen Fock, herre till Lewenberg (Klosterhof) i Kirrefers socken, i Estland, och flyttade till Nienhuse nuvarande Vasteliina i Estland, och var efter den ryska invasionen under nio år i rysk fångenskap i Moskva. Tillbaka i Estland köpte han, efter fadern Hermanns bortgång i Lübeck,  en gård med namnet Kucku i Leal in der Wiek, i nordöstra Estland. Hans son, det estniska lantrådet i Narva Hans (Johannes) Fock (1575–1640), var i tjänst åt svenske kungen Karl IX som ryttare och på andra sätt och erhöll som belöning egendomen Raustfer. Hans fyra söner adlades av drottning Kristina och Johans ättlingar lever i Estland, Sverige och Tyskland. 

### Saggadgrenen
Under den "ryska tiden", efter det Stora nordiska kriget valde många estländska medlemmar av ätten att flytta till Tyskland, men några stannade kvar. År 1687 hade Gideon von Fock inköpt godset Saggad (estländska: Sagadi, tyska Saggadi). Saggad var, med korta avbrott, i ättens Focks egendom fram till 1919.
Denna gren vars medlemmar kallar sig von Fock, kallas efter godset för Saggadgrenen.

## Adliga ätten Fock nummer 1846
1651 blev fyra bröder naturaliserade svenska adelsmän, vilka var söner till ett estniska lantrådet i Narva Hans (Johannes) Fock (1575–1640):
1. kornetten Hans Fock (död 1653). Hans Focks ättegren erhöll aldrig introduktion, och han skall enligt Genealogisches Handbuch der baltischen Ritterschaften ha avlidit utan arvingar
2. översten och kommendanten på Nöteborg Mårten Fock (levde 1687).
3. överstelöjtnanten och kommendanten på Kexholm Henrich Fock (död 1664)
4. lantrådet i Estland Gideon Fock (1625–1710). Gideon Focks ättegren erhöll inte heller introduktion, men fortlevde i Estland, och troligen idag i Tyskland.

Flera grenar av ätten tog inte omedelbart introduktion, några fick introduktion på samma ätts nummer 1731, 1752, 1756 och 1804.
Från den adliga ätten nummer 1846, som ännu fortlever, har utgrenat sig två friherrliga ätter. En gren, 1846 A uppflyttades 1794 i riddarklassen. Friherrliga ätten 147 upphöjdes 1719 och utslocknade 1735. Friherrliga ätten 304 upphöjdes 1778 och introducerades 1780.

## Friherrliga ätten Fock nummer 147
Landshövdingen i Älvsborgs län Gustaf Fock (död 1725) upphöjdes till friherrlig värdighet, men slöt själv sin ätt.

## Friherrliga ätten Fock nummer 304
Landshövdingen i Skaraborgs län Jakob Constantin Fock (1724–1803) upphöjdes 1778 av kung Gustav III till friherrlig ätt. 
- Majoren Johan Henrik Fock (1753–1817) utflyttade till Storbritannien, där han tog sig namnet Robeck.
- Amiralen John de Robeck är en ättling till denne.

- Ryttmästaren Nils Fock, född 1825, var riksdagsman och godsägare i Skaraborgs län.
- Hans brorson med samma namn, född 1855, var civilingenjör och verkade delar av sitt liv som kommendörkapten i Brasiliens flotta.
- Jakob Constantin Focks sonsons sonson, översten Carl Alexander Fock (1854-1938), var far till bland andra:

1. Mary von Rosen
2. Carin Göring

## Friherrliga ätten Fock nummer 354
Den tredje friherrliga grenen grundades av landshövdingen i Uppsala län Berndt Wilhelm Fock (1763–1837), som 1815 av kung Karl XIII upphöjdes i friherrlig värdighet jämlikt 37 § 1809 års regeringsform, innebärande att endast huvudmannen innehar friherrlig värdighet,